# بابی لاملی
بابی لاملی (انگلیسی: Bobby Lumley; ۶ ژانویهٔ ۱۹۳۳ – ۲۵ فوریهٔ ۲۰۱۷) یک ورزشکار اهل بریتانیا بود.
از باشگاه‌هایی که در آن بازی کرده‌است می‌توان به باشگاه فوتبال چارلتون اتلتیک، باشگاه فوتبال چسترفیلد، باشگاه فوتبال هارتل پول یونایتد و باشگاه فوتبال گیتزهد اشاره کرد.